# Більшовики
Більшовики́ — члени ліворадикального (ленінського) крила РСДРП після її розколу на більшовиків і меншовиків. Назва «більшовики» походить з історичного моменту, коли прихильники ленінської концепції побудови пролетарської партії виявилися в більшості при голосуванні головних питань Статуту РСДРП та керівних органів партії на Другому з'їзді партії в 1903 році.
Пізніше більшовики не раз опинялися в меншості всередині партії РСДРП, але завдяки тактиці лавірування, інтриг та компромісів постійно вступали в союзи і партійно-політичні блоки із меншовиками, есерами та анархістами, мали з ними спільні друковані видання та навіть спільну партійну касу. Після захоплення влади більшовики виділилися в окрему партію, яка в 1917–1952 роках мала такі назви: РСДРП(б), РКП(б) і ВКП(б) («б» означає «більшовиків»), поки не була перейменована в КПРС.
Історичною спадщиною більшовиків вважається те, що заради захоплення і утримання влади, вони розв'язали в країні громадянську війну та масовий терор — червоний терор, першими в світі заснували систему концтаборів, знищили цілі соціальні класи російського суспільства і встановили в країні тоталітарний режим. 19 січня 1918 року, під час апофеозу більшовицького терору, Патріарх Московський і всієї Русі Тихон публічно піддав більшовиків анафемі.
Характерними історичними рисами більшовиків як політичної партії були авантюризм, макіавеллізм (безпринципність, норма «мета виправдовує засоби» або так зване «ленінське вчення про компроміси»), необмежена соціальна демагогія та опора на люмпен-пролетаріат. Етичними рисами більшовиків були: кримінальна «мораль» та підкореність волі диктатора-«вождя» (спочатку Леніна, потім Сталіна).

## Прихід до влади в жовтні 1917
Група В. Ульянова-Леніна (верхівка змовницького крила партії РСДРП(б), «більшовики») прийшла до влади, або вчинила Жовтневий путч — згідно з «Меморандумом Гельфанда» і завдяки відповідному таємному плану та фінансуванню урядом Німецької імперії і її Генерального штабу. Метою німців було виведення Росії з числа воюючих проти Німеччини країн — членів Антанти під час Першої світової війни. Група російських емігрантів-більшовиків на чолі з Леніним була спрямована німецьким урядом в Росію залізницею через фронти й кордони країн, що воювали між собою, в так званому «пломбованому вагоні». Після прибуття в Петроград партії Леніна, через підставні фірми в нейтральній Швеції була надана з Німеччини багатомільйонна фінансова допомога для організації в країні й на фронті антивоєнної агітації, саботажу та диверсій, створення й озброєння антиурядової «червоної гвардії», організації власного державного бюрократичного апарату після повалення Тимчасового уряду. Таким чином, партія більшовиків і її верхівка в критичний для країни час виявилася партією державної зради

## Більшовизм як політична практика та спосіб мислення

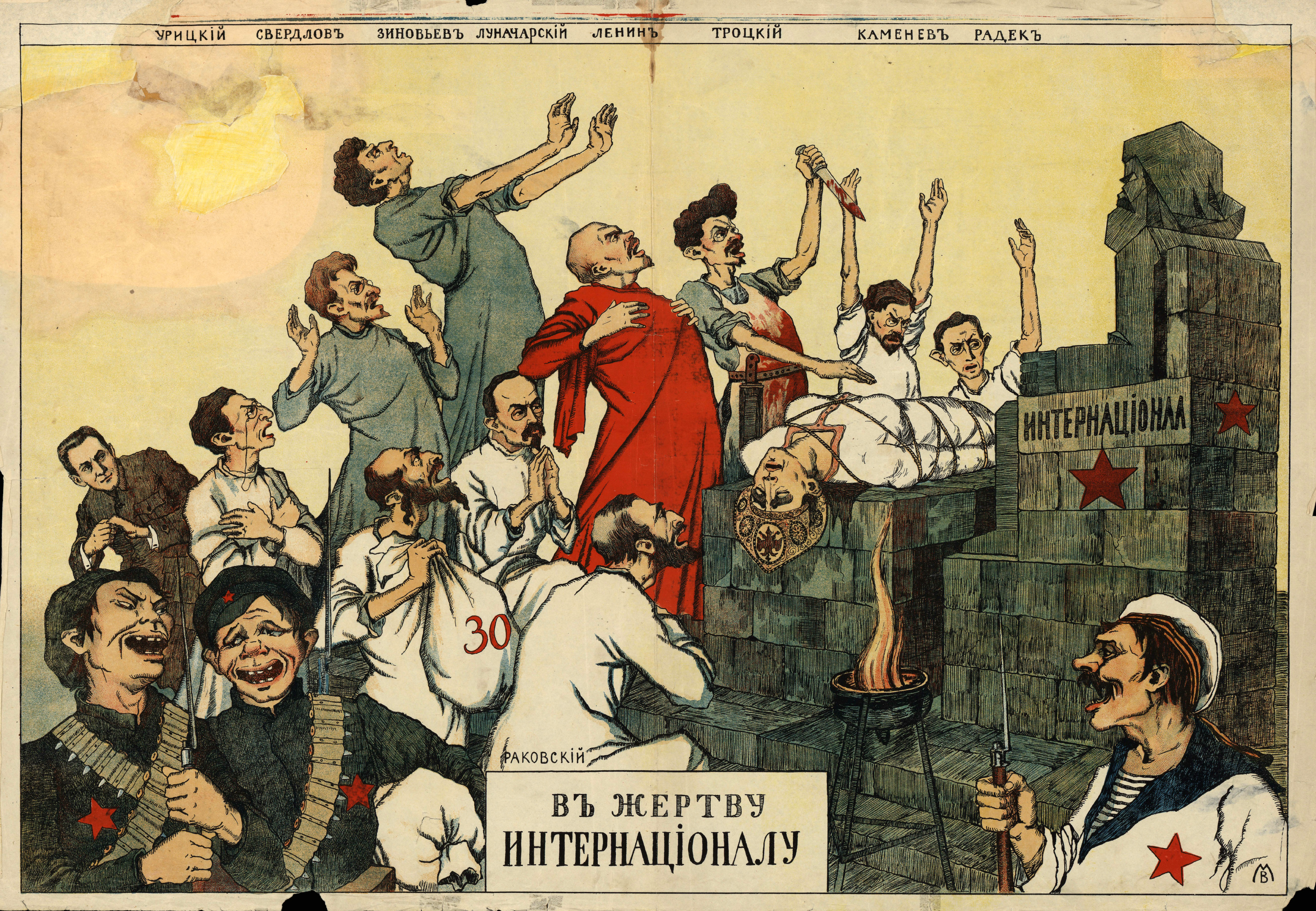
«У жертву Інтернаціоналу» плакат ОСВАГ, (Харків, 1919 р.) Росія приноситься більшовицькими лідерами-жерцями в жертву кам'яному ідолові К. Маркса

Нарівні з вузьким історичним значенням термін більшовизм поширився в політології і публіцистиці як синонім крайнього екстремізму, ідеологічного фанатизму, політичної нетерпимості, схильності до насильства.
Зазначені риси політичної поведінки були властиві як окремим представникам першого політичного покоління РСДРП(б)–РКП(б), так і політичній практиці цієї організації в цілому. Згодом були виділені в загальний стереотип поведінки, властивий не лише комуністичним політичним рухам. Так, проявом більшовизму називають радикальні («гайдаровські») реформи в Росії початку 90-х рр. XX ст.
«Більшовикам» властивий апріориський підхід в оцінюванні вчинків людей, соціальної й особистої поведінки — «істинність» якого-небудь судження, поглядів, ін. оцінюється, виходячи з відповідності апріорі визначеному «єдино вірному» вченню (наприклад, марксизму), його спрямованості на якусь апріорі поставлену мету (досягнення комуністичної формації, соціальної революції). У радянській ідеології 1920–1930-х років була поширена концепція класової моралі, відповідно до якої етично значущими слід було вважати лише вчинки в інтересах диктатури робітничого класу тощо.
Більшовицькому способу мислення властива прихильність «надцінній ідеї» (у психіатрії поняття надцінних ідей було висунуто С. Wernicke (1892) для позначення окремих суджень або груп суджень, афективно насичених і таких, що мають сталий, фіксований характер). Прикладом виникнення надцінних ідей у нормі може слугувати відданість людини якійсь науковій ідеї, заради доказу правоти якої вона готова зневажити всім іншим, своїми особистими інтересами й інтересами своїх близьких, тобто всім, що не стосується думок, які переважають у його свідомості. Для людей, якими опановують такі ідеї, є характерним активне прагнення перебороти всі перешкоди в досягненні мети. Надцінні ідеї, за М. О. Гуревичем, завжди мають патологічний характер, є вираженням дисгармонійної психіки та пов'язані з паралогічним мисленням і резонерством.
У цьому контексті більшовизм може розглядатися як соціально психологічна патологія, спричинена дисгармонійними, кризовими явищами в культурі й суспільстві, що зайшли занадто далеко. Більшовизм є основою практики індивідуального і масового політичного терору.
Микола Бердяєв визначав більшовизм як «соціалізм, доведений до релігійного напруження та до релігійної винятковості». Також він вважав, що «лише в свідомості російських більшовиків революційний соціалізм лишається релігією, яку вони вогнем та мечем бажають нав'язати світу. Це щось на зразок нового ісламу, в якому бажають заслужити собі рай побиттям невірних. Більшовики, як і всі релігійні фанатики, ділять весь світ і все людство на два табори — царство Боже, царство соціалістичного пролетаріату, і царство диявола, царство буржуазне». На думку Бердяєва, серед «щирих, віруючих більшовиків» є «багато провокаторів, шпигунів, підкуплених, та моральних ідіотів».
Реалізовуючи ленінський лозунг «грабуй награбоване», більшовики в масовому порядку вчиняли поголовну конфіскацію (експропріацію) у власників приватної власності, яку конфіскатори вважали набутою за рахунок експлуатації трудящих, тобто пограбування трудящих. При цьому більшовики ніколи не з'ясовували, чи здобута приватна власність власною працею, чи за рахунок визиску, експлуатації інших людей, чи власники адекватно оплачували найману працю, яку частину конфіскованої приватної власності власник створив власною працею.

## Підтримка більшовиків народом
Більшовики — одна з наймалочисельніших партій у Росії, навіть якщо порівнювати її з іншими соціалістичними партіями. Більшовиків до революції підтримувало максимум декілька відсотків населення — переважно міські пролетарі, люмпени. Брак підтримки більшовиків народом визначався соціальним складом населення Росії до 1917 р. Кількість самого пролетаріату становила абсолютну меншість у  складі населення Російської імперії. В кінці XIX століття пролетаріат, відповідно до розрахунків самого Леніна, налічував приблизно десять мільйонів робітників серед понад 130 мільйонів всього населення Російської імперії. Перед самою Жовтневою революцією кількість найманих робітників становила, за різними оцінками, від 10% до 14,6% всього населення Російської імперії. Кількість фабрично-заводського пролетаріату налічувала 2 - 3% від кількості зайнятих. Не всі робітники йшли за більшовиками. Село, з якого складалося понад 85% населення Росії, більшовиків не підтримувало. Більшовики в порівнянні з іншими партіями набирали дуже мало голосів на виборах до Державної Думи Російської імперії. В умовах більшовицького терору, коли партія вже здобула владу, вони набрали не більше 25% на виборах у Всеросійські установчі збори, завдяки частині люмпенізованих війною і розрухою народу, яка піддалася на більшовицькі гасла миру і землі. Сам Ленін визнавав:
|  | Росія — найбільш дрібнобуржуазна країна з усіх європейських країн. Гігантська дрібнобуржуазна хвиля захлеснула все, придушила свідомий пролетаріат не тільки своєю чисельністю, а й ідейно, тобто заразила, захопила дуже широкі кола робітників дрібнобуржуазними поглядами на політику. |

Ще менше більшовиків підтримував український народ. До 1917 року українці становили тільки 3,2% серед загальної кількості більшовиків.

## Російська соціал-демократична робітнича фракція
У складі Четвертої Державної думи Російської імперії у період з листопада 1913 по листопад 1914 року існувала «Російська соціал-демократична робітнича фракція» — група більшовиків-депутатів  у складі: Бадаєв Олексій — від Петербурзької губернії, Муранов Матвій — від Харківської губернії, Петровський Григорій — від Катеринославської губернії, Самойлов Федір — від Владімірської губернії, Шагов Микола — від Костромської губернії, Малиновський Роман — від Московської губернії (згодом виключений).
Оформилась внаслідок розколу в соціал-демократичній фракції 27 жовтня 1913 р. У листопаді 1914 р. уся фракція була заарештована. Суд відбувся 10–13 лютого 1915 р. Усі 5 депутатів були визнані винними у спробах повалити царський уряд та засудженні до заслання в Туруханський край.

## Спорідненість з націонал-соціалізмом
Деякі дослідники вказують на певний ступінь спорідненості більшовизму та нацизму. Так, мета обох ідеологій — розбудова ідеального суспільства шляхом викорінення джерела зла. Для більшовиків злом були приватна власність і власники. Однак, оскільки зло не зникає після ліквідації власників як класу, носіями зла стають усі люди, «розбещені духом капіталізму». У другому випадку носіями зла є так звані «нижчі раси».
І нацизм, і більшовизм обґрунтовують свою легітимність, спираючись на авторитет науки. Вони претендують на перевиховання людства і створення нової людини. Обидві ідеології проголошують прагнення добра: нацизм — німецькому народові, більшовизм — усьому людству.